# Laze pri Gobniku
Laze pri Gobniku so naselje v Občini Litija. Južno od naselja stoji še ohranjen dvorec Cerkno (Zircknahof), prvič omenjen v 17. stol. Leta 1841 je delno pogorel a je bil kmalu obnovljen. Dvorec je bil dvakrat ponovno grajen in je danes precej manjši od prvotnega.